# Bendegúz Pétervári-Molnár
Bendegúz Pétervári-Molnár, né le 14 mars 1993 à Budapest, est un rameur hongrois.

## Biographie

### Jeux olympiques

#### Jeux olympiques d'été de 2016
Il participe aux Jeux olympiques d'été de 2016 à Rio de Janeiro pour la discipline d'aviron pour l'épreuve du skiff masculin. Il se qualifie après être arrivé deuxième de la seconde série en 7 m 12 s 86, juste derrière le néo-zélandais Mahé Drysdale.
Pour sa qualification en série, il participe à la troisième quart de finale où il termine quatrième en 6 m 52 s 80. Il se trouve juste derrière l'égyptien Abdelkhalek El-Banna et se qualifie pour la seconde demi-finale C/D dans laquelle il finit premier en 7 m 18 s 88.
Grâce à sa victoire en demi-finale, il participe à la finale C et termine deuxième juste derrière l'indien Dattu Baban Bhokanal en 6 m 54 s 96.

#### Jeux olympiques d'été de 2020
Pour ces Jeux, Bendegúz est soutenu et entrainé par son père, Zoltán Molnár.
Bendegúz participe à l'épreuve du skiff masculin pour les Jeux olympiques d'été de 2020 qui se déroulent finalement en 2021 en raison de la crise sanitaire mondiale due à la Covid-19. Le vendredi 23 juillet 2021, il fait partie des six rameurs de la première série de l'épreuve, démarre dans le premier couloir et termine deuxième de sa série en 7 min 04 s 42 juste derrière le norvégien Kjetil Borch. Il est donc qualifié.
Qualifié, il participe le 26 juillet 2021 à la troisième quart de finale. Comme pour la série, il est accompagné de cinq autres skiffeurs. Il termine deuxième de sa quart de finale en 7 min 24 s 63, juste derrière le croate Damir Martin, et se qualifie ainsi pour les demi-finales A/B.
Les demi-finales A/B ont lieu le 28 juillet 2021. Il participe à la seconde demi-finale A/B avec cinq autres rameurs. Cette demi-finale se passe mal pour lui ; il termine cinquième, juste devant le dernier rameur, le japonais Ryuta Arakawa, et derrière l'allemand Oliver Zeidler, en 6 min 59 s 08. Il se qualifie pour la finale B qui a lieu le 30 juillet 2021.